# Brescia-Marathon
Der Brescia-Marathon (offizielle Bezeichnung Brescia Art Marathon) ist ein Marathon, der seit 2003 jeweils im März in Brescia stattfindet. Für die Organisation verantwortlich ist die Management- und Eventagentur Rosa Associati. Zum Programm der Veranstaltung gehören ein 10-km-Lauf und seit 2010 ein Halbmarathon.

## Strecke
Die Kurs beginnt im Stadtzentrum auf dem Corso Zanardelli, verläuft dann zum großen Teil außerhalb der Stadt durch die Gemeinden Roncadelle, Castel Mella und Flero und endet schließlich in der Altstadt von Brescia auf der Piazza Loggia.

## Statistik

### Streckenrekorde
- Männer: 2:09:17 h, Matthew Kipkorir Sigei (KEN), 2003
- Frauen: 2:34:47 h, Ornella Ferrara (ITA), 2008

### Schnellste Läufer 2010
Marathon
- Männer: David Chelule (KEN), 2:13:53
- Frauen: Eleni Gebrehiwot (ETH), 2:42:53

Halbmarathon
- Männer: Joel Maina Mwangi (KEN), 1:03:43 h
- Frauen: Jia Chaofeng (CHN), 1:11:20 h

10 km
- Männer: Dickson Kiptolo Chumba (KEN), 28:56 min
- Frauen: Zhu Xiaolin (CHN), 32:38 min

### Finisher 2010
Teilnehmer im Ziel
- Marathon: 479 (427 Männer und 52 Frauen), 42 weniger als im Vorjahr
- Halbmarathon: 654 (552 Männer und 102 Frauen)
- 10 km: 653 (532 Männer und 121 Frauen), 285 weniger als im Vorjahr

### Siegerliste

#### Marathon
| Datum         | Männer                         | Zeit (h) | Frauen                     | Zeit (h) |
| ------------- | ------------------------------ | -------- | -------------------------- | -------- |
| 13. März 2011 | Albert Kipngetich Kangor (KEN) | 2:14:05  | Marjija Vrajic (CRO)       | 2:56:24  |
| 14. März 2010 | David Chelule (KEN)            | 2:13:53  | Eleni Gebrehiwot (ETH)     | 2:42:53  |
| 15. März 2009 | James Cheboi (KEN)             | 2:10:23  | Eliana Patelli (ITA)       | 2:50:41  |
| 20. Apr. 2008 | Benjamin Kolum Kiptoo (KEN)    | 2:09:24  | Ornella Ferrara (ITA)      | 2:34:47  |
| 29. Apr. 2007 | Philemon Kiprop Boit (KEN)     | 2:13:06  | Muliye Lemma (ETH)         | 2:45:36  |
| 30. Apr. 2006 | James Kipsang Kwambai (KEN)    | 2:10:20  | Salomie Getnet Kassa (ETH) | 2:42:43  |
| 20. März 2005 | Richard Kiprono Maiyo (KEN)    | 2:11:47  | Etaferahu Nigatu (ETH)     | 2:47:04  |
| 14. März 2004 | Hosea Kimutai Kiptanui (KEN)   | 2:10:47  | Zsuzsanna Vajda (HUN)      | 2:44:12  |
| 9. März 2003  | Matthew Kipkorir Sigei (KEN)   | 2:09:17  | Simona Viola (ITA)         | 2:35:23  |

#### Halbmarathon
| Datum         | Männer                     | Zeit (Std.) | Frauen                | Zeit (Std.) |
| ------------- | -------------------------- | ----------- | --------------------- | ----------- |
| 13. März 2011 | Richard Kiprono Bett (KEN) | 1:03:05     | Deborah Toniolo (ITA) | 1:19:41     |
| 14. März 2010 | Joel Maina Mwangi (KEN)    | 1:03:43     | Jia Chaofeng (CHN)    | 1:11:20     |

#### 10 km
| Datum | Männer                         | Zeit (Std.) | Frauen                            | Zeit (Std.) |
| ----- | ------------------------------ | ----------- | --------------------------------- | ----------- |
| 2011  | Geoffrey Ngugi Kanyanjua (KEN) | 28:44       | Lucy Wambui Murigi (KEN)          | 32:48       |
| 2010  | Dickson Kiptolo Chumba (KEN)   | 28:56       | Zhu Xiaolin (CHN)                 | 32:38       |
| 2009  | Joel Kimurer Kemboi (KEN)      | 29:12       | Paskalia Chepkorir Kipkoech (KEN) | 32:26       |
| 2008  | Berhanu Addane (ETH)           | 30:01       | Margaret Atodonyang (KEN)         | 33:02       |
| 2007  | Jamel Chatbi -2-               | 28:59       | Nadia Ejjafini (BRN)              | 33:55       |
| 2006  | Jamel Chatbi (MAR)             | 30:33       | Stefania Benedetti (ITA)          | 35:23       |

### Entwicklung der Finisherzahlen
| Jahr | Marathon | davon Frauen | Halbmarathon | davon Frauen | 10 km | davon Frauen |
| ---- | -------- | ------------ | ------------ | ------------ | ----- | ------------ |
| 2010 | 479      | 52           | 654          | 102          | 653   | 121          |
| 2009 | 521      | 50           | ---          | ---          | 938   | 199          |
| 2008 | 525      | 48           | ---          | ---          | 638   | 139          |
| 2007 | 581      | 41           | ---          | ---          | 447   | 093          |
| 2006 | 644      | 59           | ---          | ---          | 295   | 055          |